# کن گیپسون
کن گیپسون (انگلیسی: Ken Gipson؛ زادهٔ ۲۴ فوریهٔ ۱۹۹۶) بازیکن فوتبال اهل آلمان است.
از باشگاه‌هایی که در آن بازی کرده‌است می‌توان به باشگاه فوتبال لایپزیگ و باشگاه فوتبال اشتوتگارت اشاره کرد.